# 신상남
《신상남》뮤지컬 콘서트는 여의도 63빌딩이 공연과 영화, 전시를 한꺼번에 즐길 수 있는 문화 공간으로 거듭나면서 2009년 3월 5일부터 4월 12일까지 한화63시티 주관으로 63아트홀에서 공연한 대한민국의 뮤지컬 콘서트이다.

### 출연진
- 김산호 - 섹시 가이 역
- 홍희원 - 스윗 가이 역
- 정상윤 - 배드 가이 역
- 이주광 - 위트 가이 역
- 주원 - 연하남 역
- 고세원 - 완벽한 재벌남 역
- 강동호 - 순수남 역
- 이진규 - 베스트 프렌드 역